# Peter Cramer
Peter Cramer, född 24 augusti 1726 i Köpenhamn, död 17 juli 1782 i Köpenhamn, var en dansk målare. 
Peter Cramer utbildade sig av allt att döma på egen hand. Han var från 1762 till sin död verksam som kunglig teaterdekorationsmålare och blev 1778 medlem av Det Kongelige Danske Kunstakademi i Köpenhamn. Han var genremålare i en riktning, som påminner om David Teniers den yngres.